# Quido z Thun-Hohensteinu
Quido z Thun-Hohensteinu, též Kvido z Thun-Hohenštejna (německy Quido von Thun und Hohenstein, 19. září 1823 Žehušice – 7. září 1904 Horní Libchava), česko-rakouský šlechtic z rodu Thun-Hohensteinů, působil jako diplomat a politik německé národnosti z Čech, v 2. polovině 19. století poslanec Říšské rady a velkopřevor maltézského rytířského řádu.

## Biografie

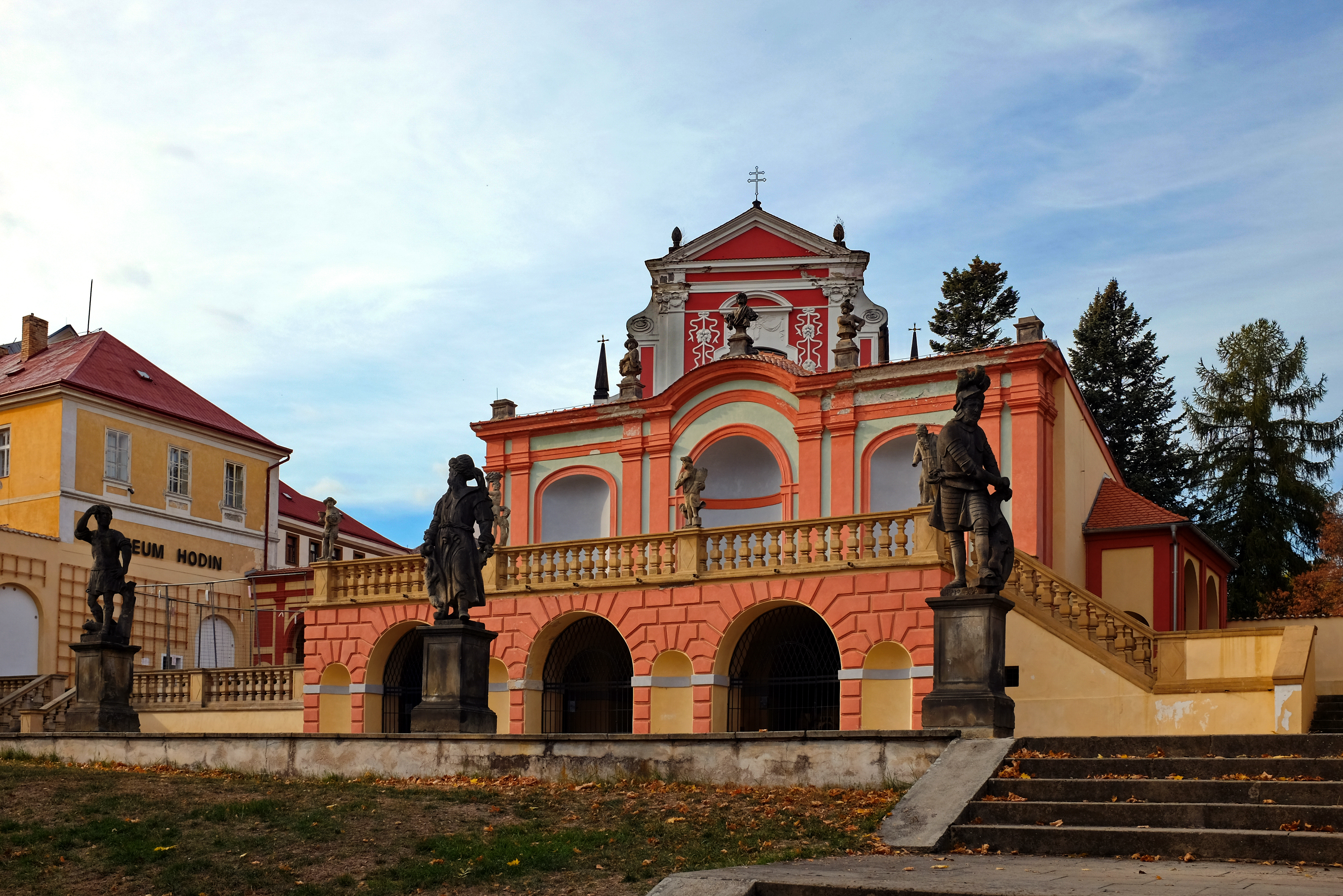
Zámek v Klášterci nad Ohří

Pocházel ze šlechtické rodiny Thun-Hohensteinů, narodil se jako syn českého vlastence a politika, hraběte Josefa Matyáše z Thun-Hohensteinu (1794–1868) z klášterecké rodové větve.

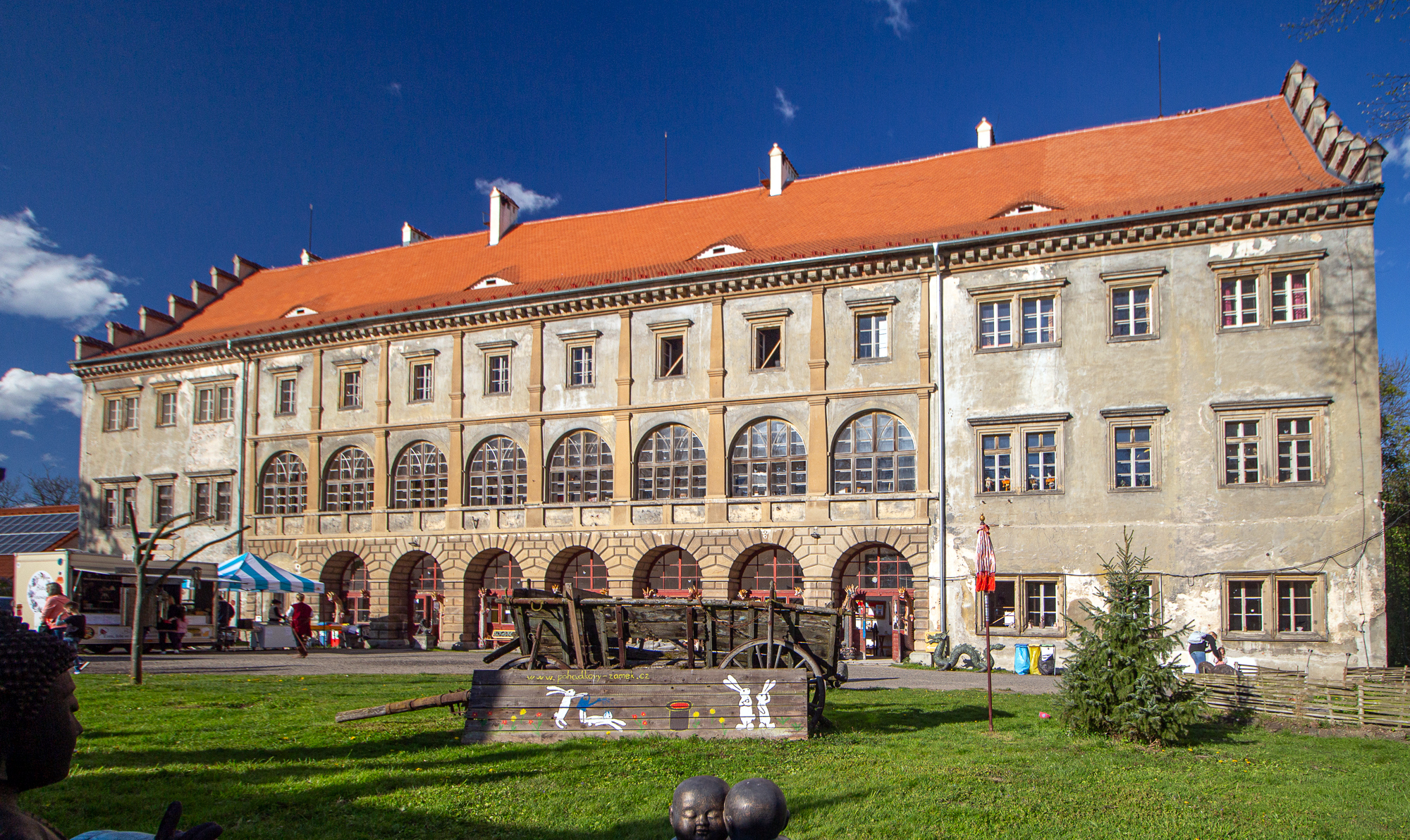
Zámek Horní Libchava, místo skonu Quida z Thun-Hohensteinu

Jeho starším bratrem byl politik Josef Osvald I. z Thun-Hohensteinu. Quido vystudoval práva ve Vídni. Dlouhodobě působil v diplomacii. Byl atašé v Mnichově a Turíně a legačním tajemníkem v Bruselu. Roku 1859 byl povolán do Haagu. 17. června 1860 se stal legačním radou. Roku 1863 byl jmenován vyslancem v Petrohradu. V roce 1865 a zčásti i roku 1866 zastával funkci mimořádného a zplnomocněného vyslance v Mexiku, tehdy Mexického císařství s panovníkem z řad Habsburků. Od poloviny roku 1866 byl zplnomocněným ministrem a vyslancem u hanzovních měst.
12. května 1859 byl přijat do maltézského rytířského řádu a působil jako jeho velkopřevor a první zemský prelát. Podle jiného zdroje složil řeholní slib u maltézského řádu až 18. května 1874. Funkci velkopřevora v Čechách a Rakousích zastával od 6. února 1887.
Po návratu z Mexika se zapojil do politického života. V zemských volbách v březnu 1867 byl zvolen na Český zemský sněm za kurii velkostatkářskou, nesvěřenecké velkostatky. Zastupoval provídeňskou a centralistickou Stranu ústavověrného velkostatku. Zemský sněm ho 13. dubna 1867 zvolil i do Říšské rady. Na mandát v Říšské radě rezignoval v roce 1869. V zemských volbách v roce 1872 se vrátil na Český zemský sněm, opět za velkostatkářskou kurii, za svěřenecké velkostatky. Mandát obhájil v zemských volbách v roce 1878. Nadále patřil mezi ústavověrné velkostatkáře.
28. července 1904 se u něj projevily zdravotní obtíže a nechal se proto převézt z místa pobytu ve Štýrsku na zámek do Horní Libchavy. Zemřel v noci ze 7. na 8. září 1904 na zámku. Jako příčina úmrtí byla uvedena sešlost věkem.